# Consiglio regionale della Champagne-Ardenne

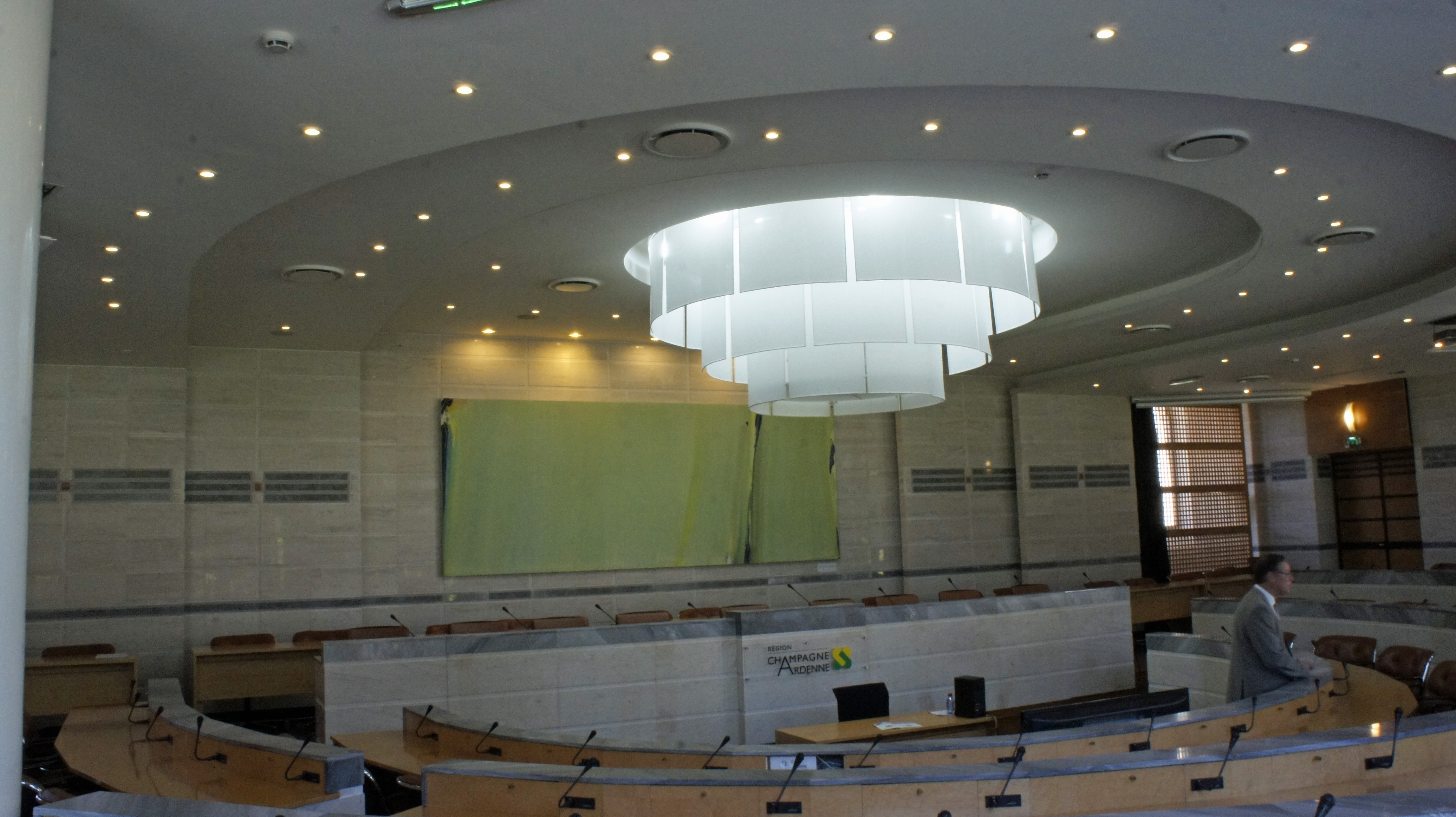
Sala del Consiglio regionale

Il Consiglio regionale della Champagne-Ardenne (in francese Conseil régional de Champagne-Ardenne) è stata l'assemblea deliberativa della regione francese della Champagne-Ardenne fino al 31 dicembre 2015, in seguito all'incorporazione della regione alla Lorena e all'Alsazia per formare la nuova regione Grand Est.
Era composto da 49 membri e aveva sede a Châlons-en-Champagne, al 5 rue de Jéricho presso l'Hotel Regional.
Il suo ultimo presidente è stato Jean-Paul Bachy (PS), eletto il 2 aprile 2004.

## Sede
Il Consiglio regionale ha occupato l'antico giardino del seminario maggiore e minore di Châlons.